# Герцог Байлен

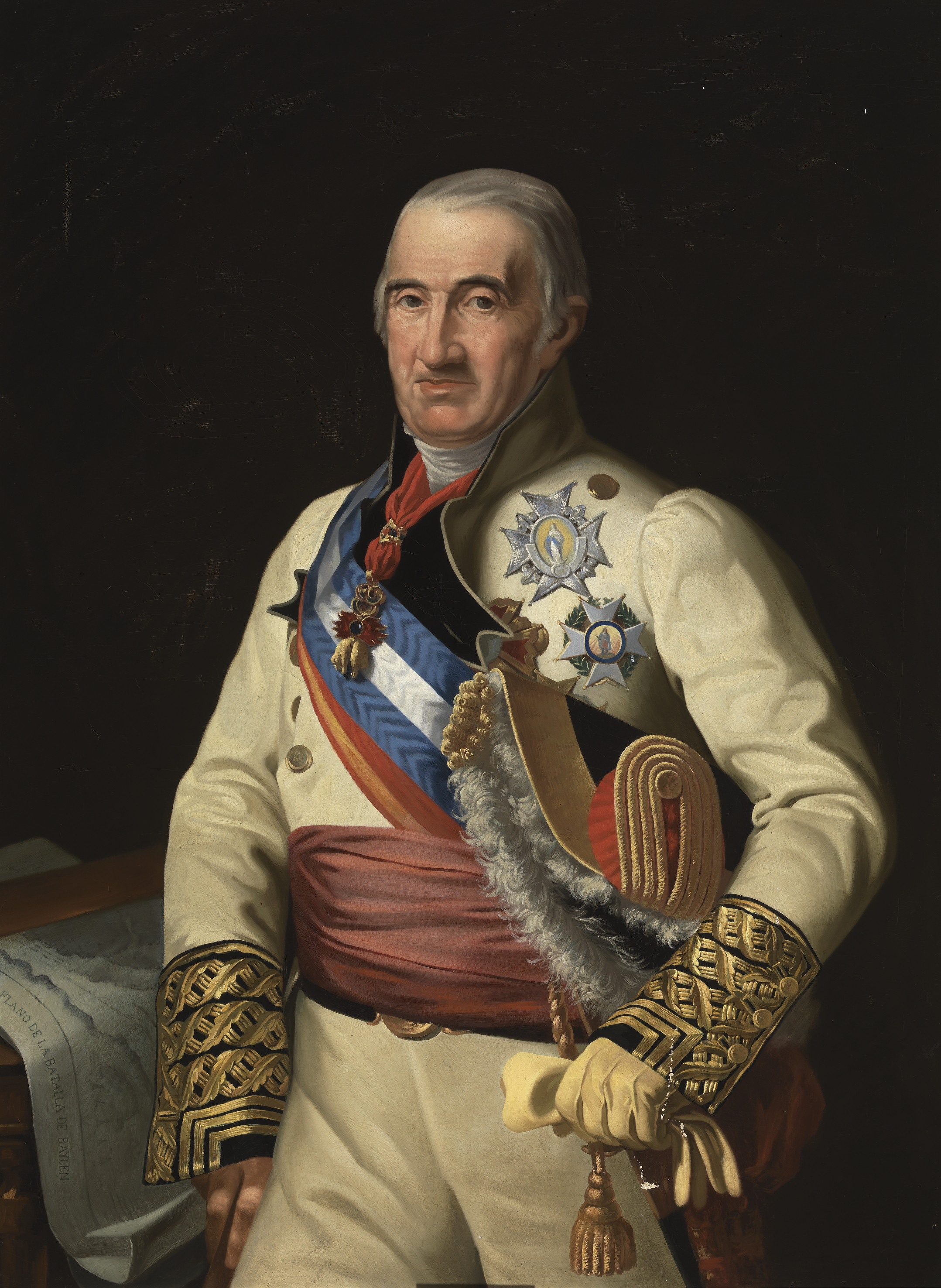
Франсиско Хавьер Кастаньос и Арагорри, 1-й герцог де Байлен. Хосе Мария Гальван. (Прадо).

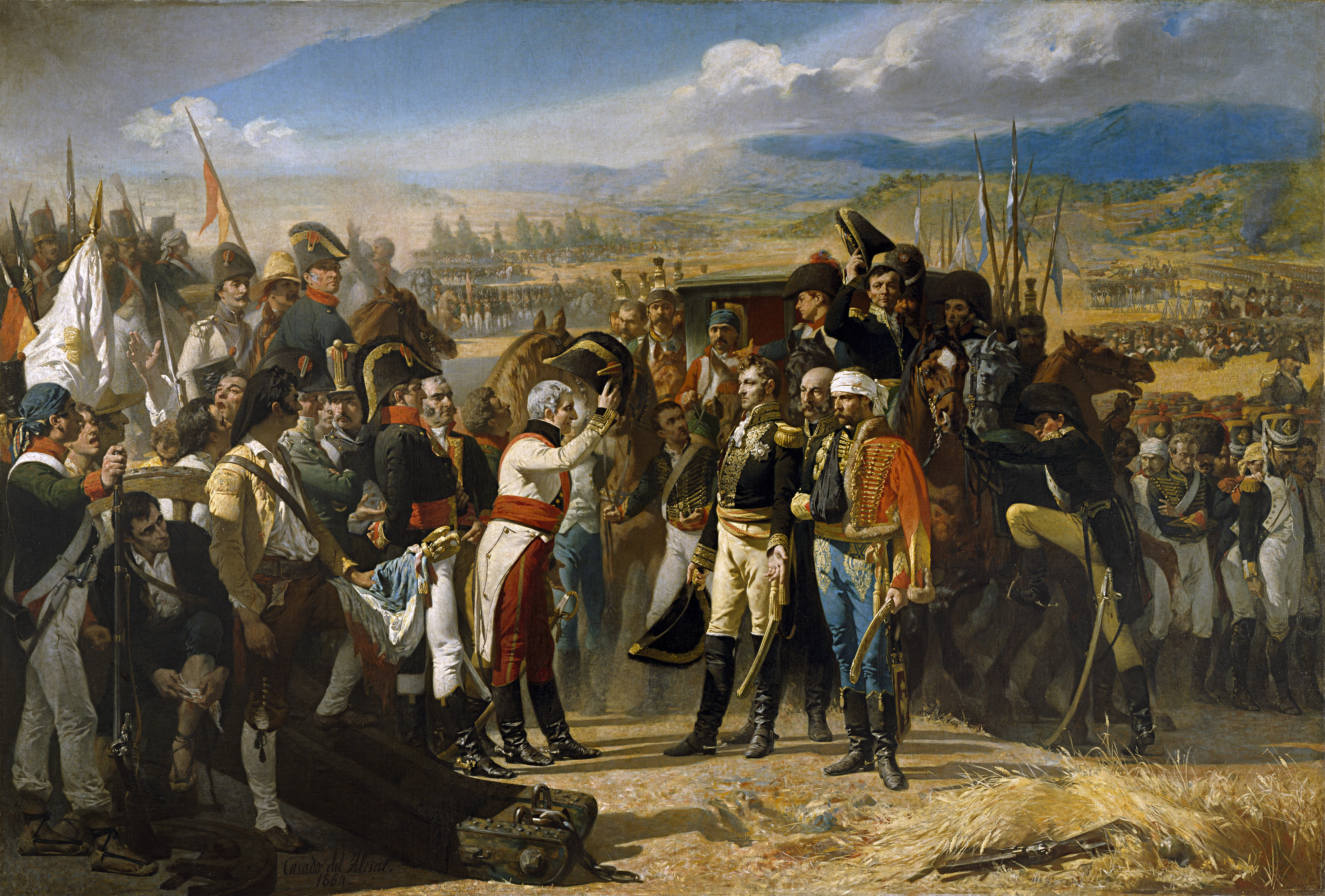
Сдача генерала Дюпона при Байлене генералу Кастаньосу.

Герцог де Байлен (исп. Duque de Bailén) — испанский дворянский титул. Он был создан 12 июня 1833 года королем Фердинандом VII для испанского военачальника, Франсиско Хавьера Кастаньоса и Арагорри (1758—1852), капитан-генерала королевской армии и будущего наставника королевы Изабеллы II.
Название герцогского титула происходит от названия города Байлен, провинция Хаэн, автономное сообщество Андалусия.

## История
Франсиско Хавьер Кастаньос отличился во время войны независимость Испании от Французской империи. В особенности он прославился в битве при Байлене в июле 1808 года, в результате которой разгромил корпус французского генерала Дюпона, главнокомандующего императора Наполеона в Испании. После поражения и капитуляции французов при Байлене король Жозеф Бонапарт покинул Испанию.
Испанский король Фердинанд VII первоначально пожаловал генералу Франсиско Хавьеру Кастаньосу пожизненный титул герцога де Байлена, но его старшая дочь и преемница, королева Изабелла II, сделала его наследственным титулом 31 мая 1847 года.

## Герцоги де Байлен
|                                 | Титул | Период                          |
| Креация создана Фердинандом VII | Креация создана Фердинандом VII | Креация создана Фердинандом VII |
| ------------------------------- | --- | ------------------------------- |
| I                               | Франсиско Хавьер Кастаньос и Арагорри, 1-й герцог де Байлен (22 апреля 1758 — 24 сентября 1852), сын Хуана Фелипе де Кастаньоса и Уриосте (1715—1774) и Марии Консепсьон Арагорри и Олавиде | 1833 — 1852                     |
| II                              | Луис Каронделет Кастаньос, 2-й герцог де Байлен, 6-й барон де Каронделет (16 сентября 1787 — 3 ноября 1869), сын Франсиско Луиса Хектора де Карандолета, барона де Каронделета (ум. 1807), и Марии Консепсьон де Кастаньос и Арагорри (ум. 1759), племянник предыдущего                                                                                     | 1852 — 1869                     |
| III                             | Эдуардо де Каронделет и Донадо, 3-й герцог де Байлен, 7-й барон де Каронделет (14 мая 1820 — 18 апреля 1882), единственный сын предыдущего и Марии Гертрудис Донадо Гарсии (1796—1867) | 1869 — 1882                     |
| IV                              | Мария де ла Энкарнасьон Фернандес де Кордова и Каронделет, 4-й герцогиня де Байлен, 11-й маркиза де Мирабель, 9-й графиня де Берантевилья (13 марта 1862 — 31 мая 1923), дочь Педро Фернандеса де Кордовы Альвареса де лас Астуриас-Бохоркеса (1819—1883) и Матильды Розы Рамоны Мартины де Каронделет и Донадо (1828—1864), дочери 2-го герцога де Байлена | 1882 — 1923                     |
| V                               | Хосе Мария Каверо и Гойкоэрротеа, 5-й герцог де Байлен, 4-й маркиз де Португалете (1895 — 16 мая 1970), сын Анхеля Томаса Марии Рамона Каверо и Урсаиса (1859—1932), и Марии де лос Долорес де Гойкоэрротеа и Каронделет, 3-й маркизы де Португалете (1870—1920)                                                                                            | 1923 — 1970                     |
| VI                              | Хуан Мануэль Каверо де Каронделет и Балли, 6-й герцог де Байлен, 5-й маркиз де Португалете (6 ноября 1927 — 12 октября 2013), старший сын предыдущего | 1978 — 2013                     |
| VII                             | Франсиско Хавьер Каверо де Каронделет и Христоу, 7-й герцог де Байлен, 6-й маркиз де Португалете (род. 13 апреля 1952), старший сын предыдущего | 2014 — настоящее время          |